# Rafael Santos Borré
Rafael Santos Borré Maury (Barranquilla, 15 september 1995) is een Colombiaans voetballer die doorgaans speelt als aanvaller. In juli 2021 verruilde hij River Plate voor Eintracht Frankfurt.

## Clubcarrière
Santos Borré stroomde in 2013 door vanuit de jeugd van Deportivo Cali. Hiervoor debuteerde hij op 3 november 2013 in de Categoría Primera A, tegen Independiente Medellín.
 Hij maakte op 10 april 2014 zijn eerste competitiedoelpunt, tegen Deportes Tolima. Santos Borré maakte op 2 maart 2015 zijn eerste hattrick in het betaald voetbal, tegen Millonarios.
Santos Borré tekende in augustus 2015 een contract tot medio 2021 bij Atlético Madrid, de nummer drie van de Primera División in het voorgaande seizoen. Dat betaalde circa vijf miljoen euro voor hem. Atlético verhuurde hem daarbij direct voor een jaar terug aan Deportivo Cali. Bij Atlético zou hij niet tot speelminuten komen en hij werd na de periode bij Deportivo Cali verhuurd aan Villarreal. In 2017 keerde Borré voor circa drieënhalf miljoen euro terug naar Zuid-Amerika, waar hij voor het Argentijnse River Plate ging spelen. Medio 2021 nam Eintracht Frankfurt de aanvaller transfervrij over, met een contract voor de duur van vier seizoenen. In zijn eerste jaar kwam hij tot acht competitiedoelpunten en vier in de Europa League, die dat seizoen gewonnen werd. In september 2023 huurde Werder Bremen de Colombiaan voor een seizoen, als opvolger van de vertrokken Niclas Füllkrug.

## Interlandcarrière
Santos Borré nam in januari en februari 2015 met Colombia –20 deel aan het Zuid-Amerikaans kampioenschap voor spelers onder 20 jaar, in Uruguay. In maart 2015 werd hij door Colombiaans bondscoach José Pékerman geselecteerd voor oefeninterlands tegen Bahrein en Koeweit, waarin hij niet in actie kwam. In mei en juni 2015 was Borré met Colombia –20 actief op het WK -20, in Nieuw-Zeeland.

## Erelijst
| Competitie          |                |                  |                |                |
| Competitie          | Aantal         | Jaren            |                |                |
| Deportivo Cali      | Deportivo Cali | Deportivo Cali   | Deportivo Cali | Deportivo Cali |
| ------------------- | -------------- | ---------------- | -------------- | -------------- |
| Categoría Primera A | 1              | 2015 Apertura    |                |                |
| River Plate         |                |                  |                |                |
| Copa Argentina      | 2              | 2016/17, 2018/19 |                |                |
| Supercopa Argentina | 2              | 2017, 2019       |                |                |
| Copa Libertadores   | 1              | 2018             |                |                |
| Recopa Sudamericana | 1              | 2019             |                |                |
| Eintracht Frankfurt |                |                  |                |                |
| UEFA Europa League  | 1              | 2021/22          |                |                |